# Changge
Changge (长葛 ; pinyin : Chánggě) est une ville de la province du Henan en Chine. C'est une ville-district placée sous la juridiction administrative de la ville-préfecture de Xuchang.

## Démographie
La population du district était de 681 765 habitants en 1999.